# Symplecta hybrida
Symplecta hybrida är en tvåvingeart som först beskrevs av Johann Wilhelm Meigen 1804.  Symplecta hybrida ingår i släktet Symplecta och familjen småharkrankar. Arten är reproducerande i Sverige. Inga underarter finns listade i Catalogue of Life.